# Сергій (магістр армії)
Сергій (д/н — після 545) — державний та військовий діяч Візантійської імперії.

## Життєпис
Син священника Вакха. Народився у фортеці дара (Месопотамія). Своєю кар'єрою завдячував стрийкові Соломону, який 534 року стає преторіанським префектом Африки і magister militum Africae (військовим магістром Африки). Вперше Сергія згадано 543 року. На той час обіймав посаду дукса Триполітанії (dux militis Tripolitanae provinciae). Того року в Лептіс-Магна за порадою Пуденція наказав вбити 80 послів берберського племені лефава. Бажаючи виправдати свої дії Сергій звинуватив берберів, що ті намагалися вбити його, а він лише попередив їх дії. Втім 544 року почалася війна з берберами Триполітанії, до якої долучилися бербери Бізацени. Спочатку у битві при Лептіс-Магна дукс Сергій завдав поразки лефава, але загинув Пуденцій. Втім не маючи змоги протистояти Сергій звернувся до допомогу до стрийка Соломона.
В подальшому Сергій разом з братами Киром і Соломоном Молодшим брав участь у поході під орудою преторіанського префекта Соломона. Битва при Тревеста не визначила переможця. Але у битві при Кіліумі візантійці зазнали нищівної поразки, а Сергій ледве врятувався, його брат Соломон Молодший загинув. Того ж року Сергія було призначено преторіанським префектом і військовим магістром замість загиблого стрийка Соломона. Втім він діяв непевне, що дозволило супротивникові сплюндрувати значні області Бізацени, Нумідії та Проконсульської Африки. Тому 545 році військовим магістром було призначено Ареобінда.
У 545 році Сергій, що перебував у Нумідії, не надав допомоги військам Ареобінда, коли той мав намір атакувати війська берберів на чолі з Анталом і Стотзою. Водночас більше займався накопиченням статків. Внаслідок цього значні області було сплюндровано війною. У 546 році було відкликано й замінено преторіанським префектом Афанасієм. Водночас уник покарання через підтримку імператриці Феодори і полководця Велізарія. 547 року відправлено на допомогу останньому, який очолював війну проти остготів у Італії.
Згодом служив у Фракії. Згадується 559 року, коли внаслідок нападу слов'янських племен Сергія було схоплено, а потім випущено за викуп. Подальша доля невідома.